# ベニヒダタケ
ベニヒダタケ（紅襞茸、学名: Pluteus leoninus）はハラタケ目のウラベニガサ科ウラニガサ属に属する小型から中型のキノコである。腐朽が進んだ倒木や切り株などに生え、傘表面は黄色であるが、傘裏のヒダが薄紅色になるのが特徴。食用キノコ。

## 分布・生態
日本を含む北半球一帯に分布する。木材腐朽菌。初夏から初冬にかけて、雑木林やブナ林などの広葉樹の枯木、朽倒木、おがくずなどに発生する。

## 形態
子実体は傘と柄からなる。傘の大きさは径2 - 8センチメートル (cm) 。傘ははじめ釣鐘形からまんじゅう形（丸山形）で、のちに平らに開き中高、ときに中央部に少ししわがある。傘表面は鮮やかな黄色で、湿っているとき絹のようなツヤと、周縁に細い条線が現れる。傘裏のヒダは、密で柄に離生し、はじめ白色で成熟すると薄い紅色になる。
柄は長さ3 - 7 cm、太さ0.3 - 1 cmの中空。表面はわずかに黄色を帯びた白色で、繊維状で斜めの筋があり、基部は薄茶色の繊維紋がある。ツバとツボは無い。
担子胞子は5.5 - 6.5 × 4.5 - 5.5マイクロメートル (μm) の類球形、平滑、非アミロイド性。胞子紋は帯赤褐色である。

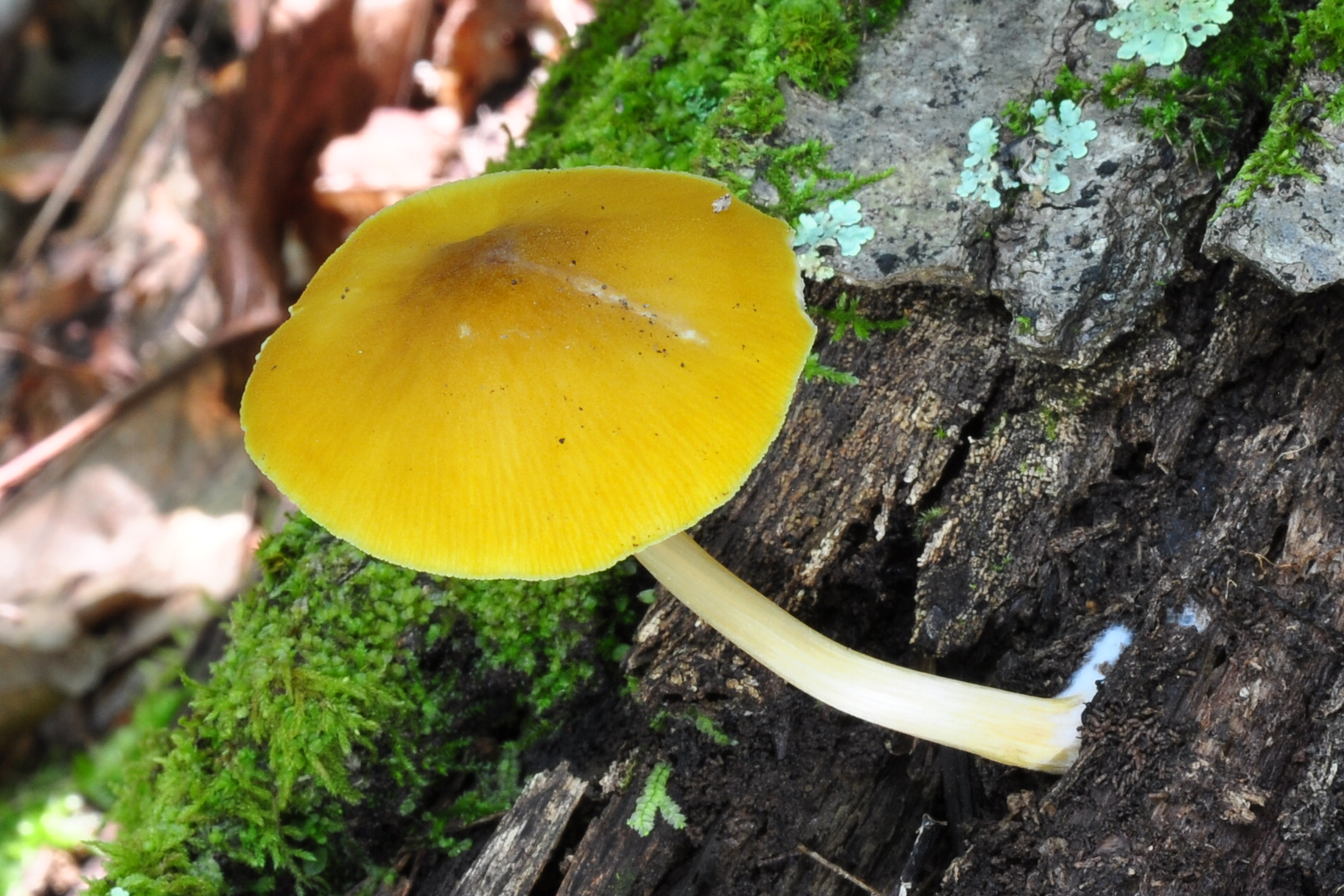
傘は黄色で縁に細い条線が現れる
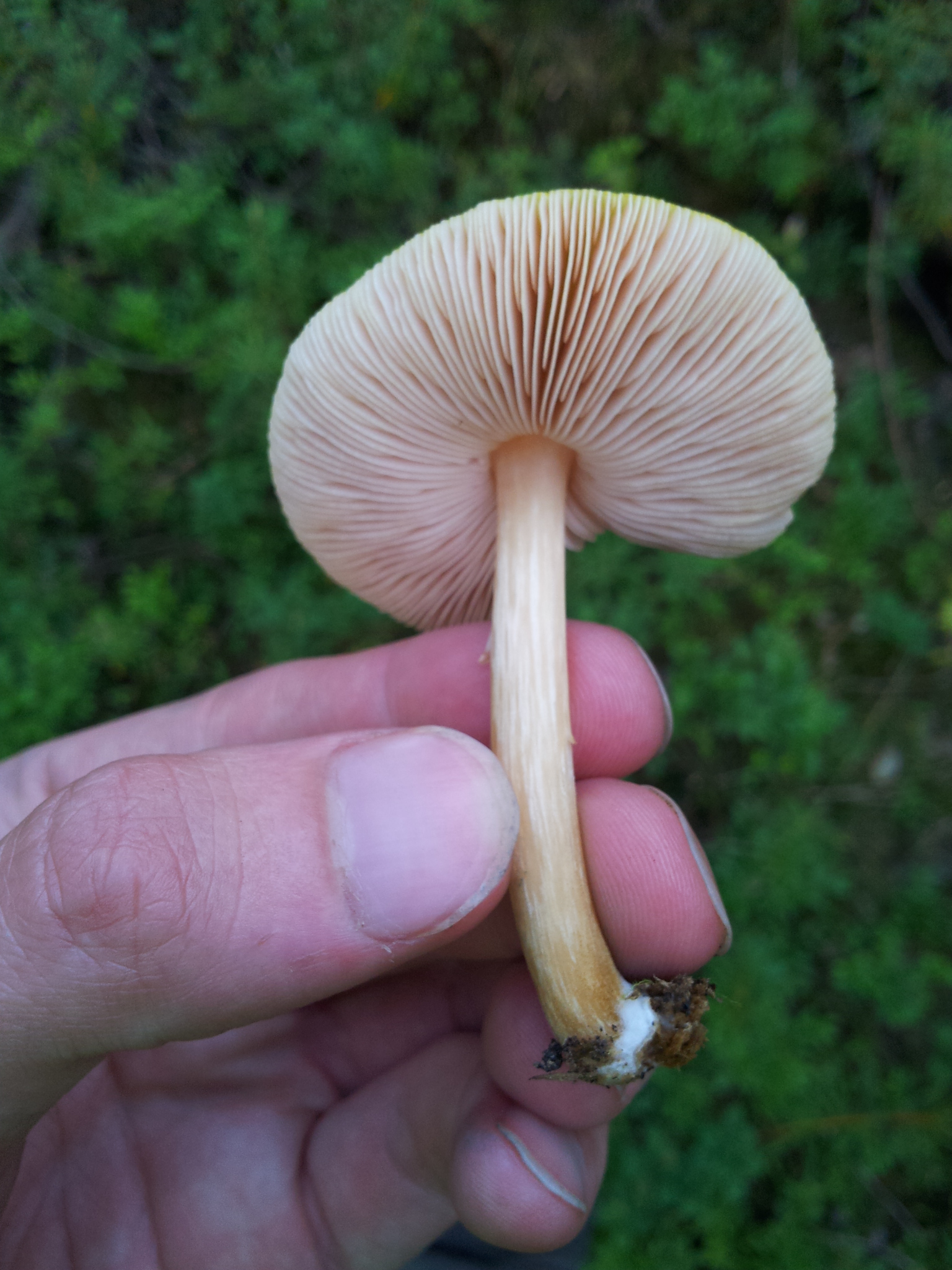
ヒダは成熟すると淡い紅色
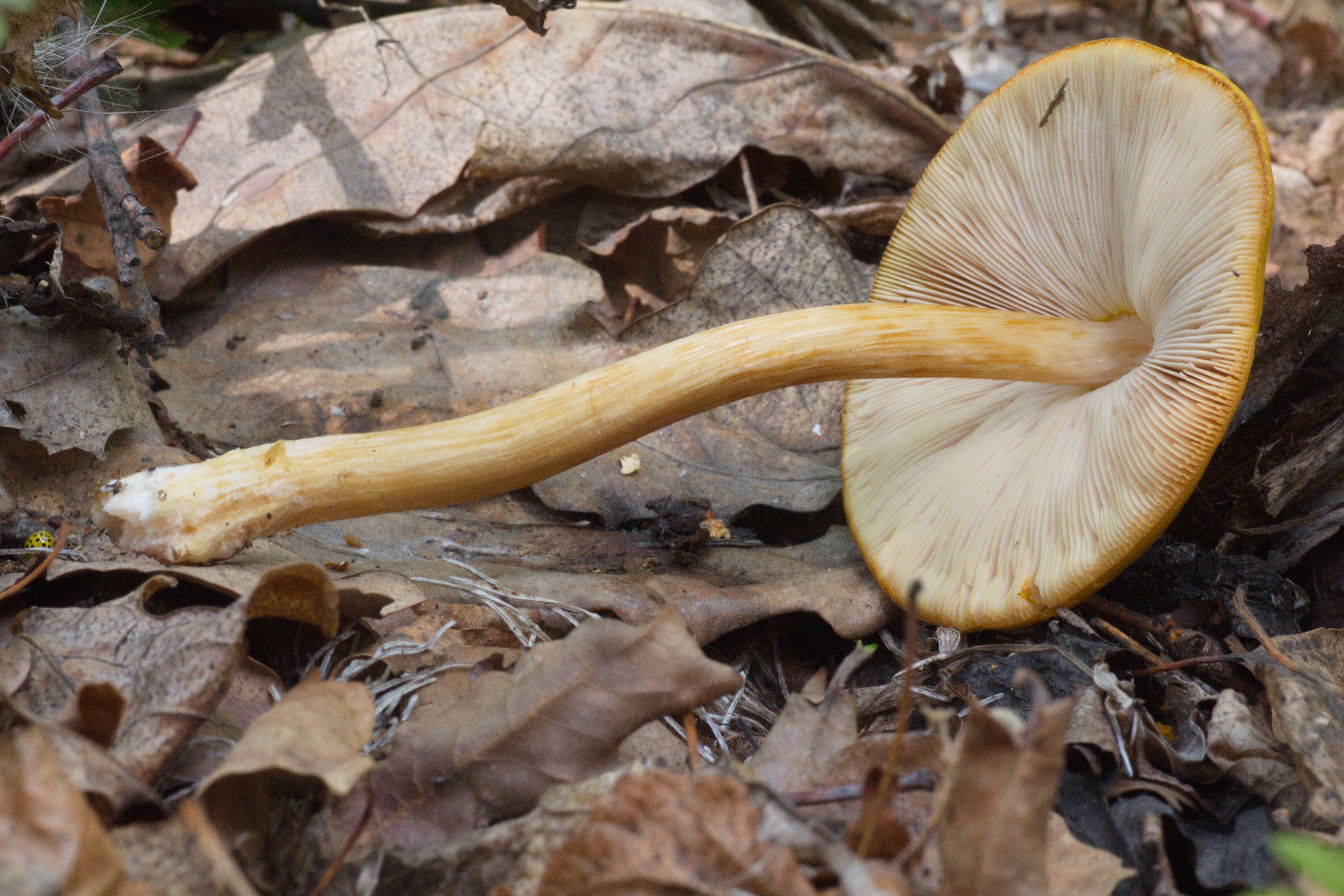
柄は繊維状で斜めの筋がある
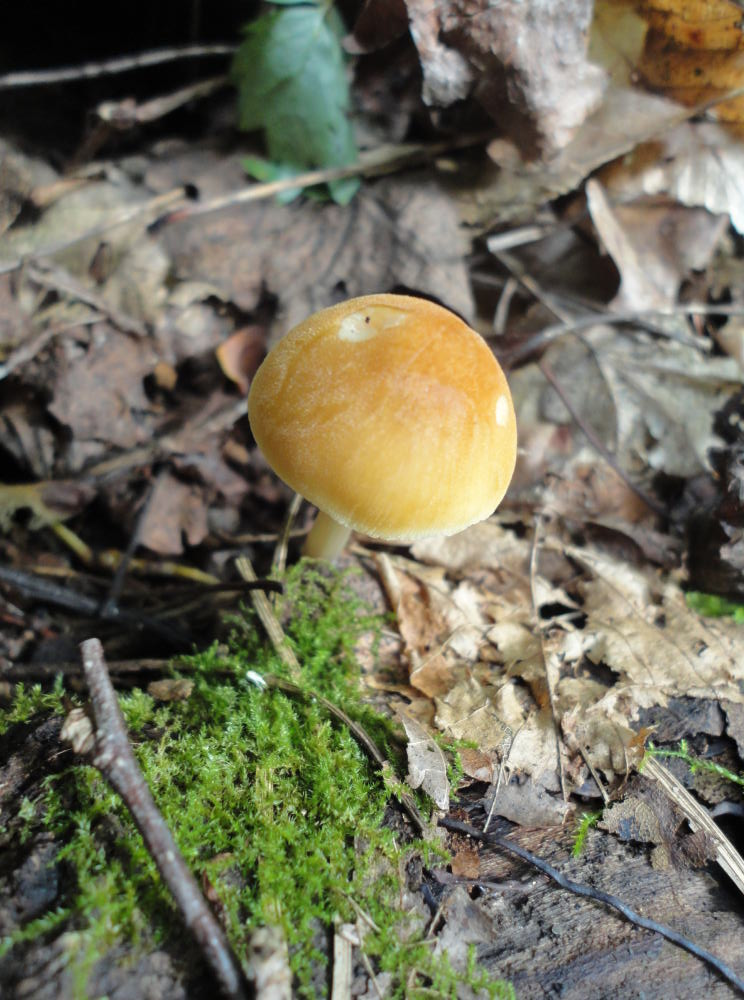
幼菌
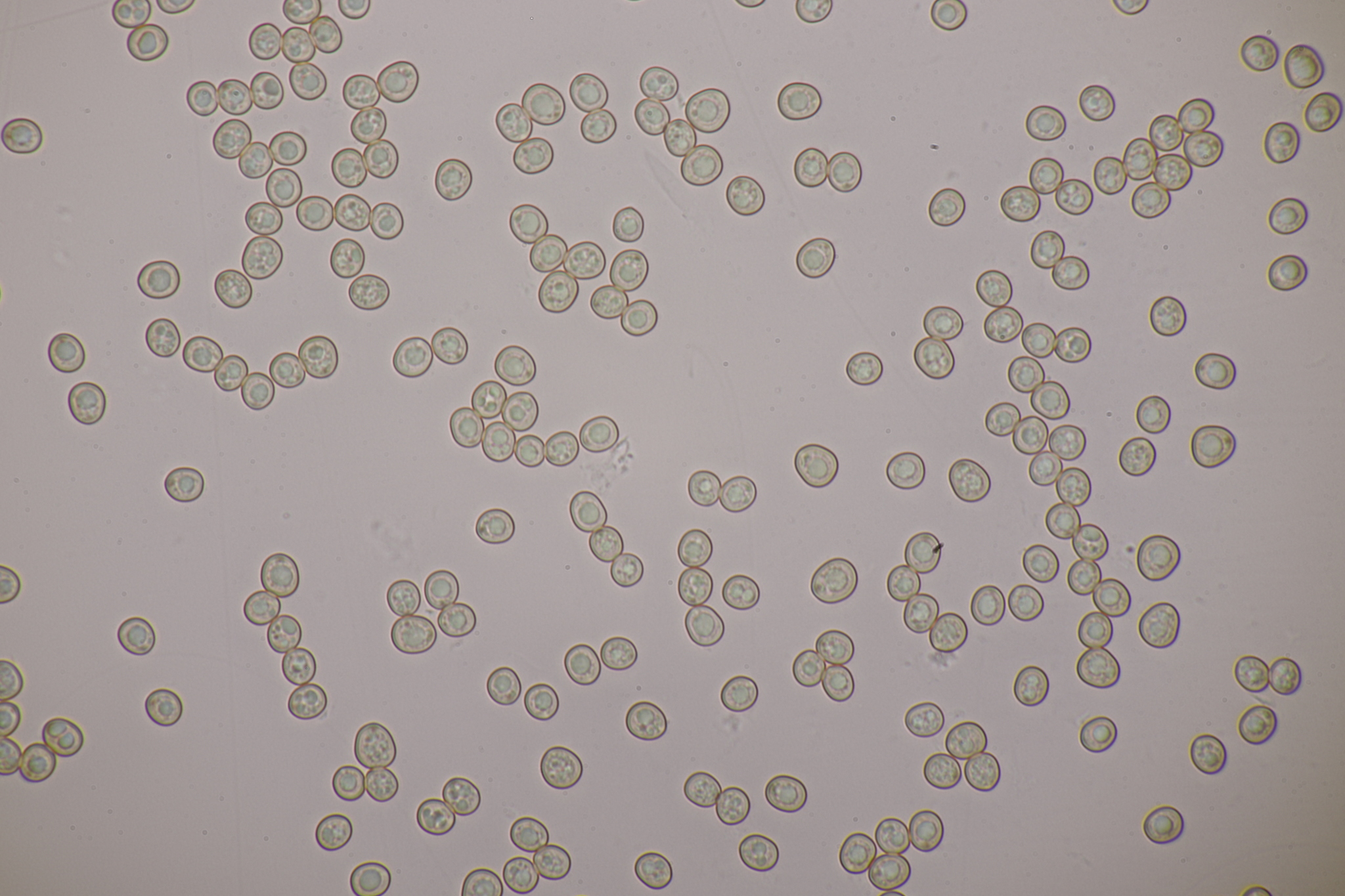
胞子の顕微鏡画像

## 食用
初夏から発生する食用できるキノコで、全体にシャキシャキしていて、風味にクセはない。味は楽しむほどのものではないが、季節感を楽しむことはできる。